# Мыс страха (сериал)
«Мыс страха» (англ. Cape Fear) — предстоящий американский драматический телесериал, созданный Ником Антоска. Сериал не является прямой адаптацией, но черпает вдохновение из романа «Палачи» Джона Д. Макдональда и его экранизаций «Мыс страха» 1962 и 1991 годов.
Премьера состоится на стриминговой платформе Apple TV+ .

## Сюжет
Макс Кэди, только что вышедший из тюрьмы, жаждет отомстить своему государственному защитнику, который скрыл от него улики, которые могли бы изменить его дело.

## В ролях
- Хавьер Бардем — Макс Кэди
- Эми Адамс — Анна Боуден
- Патрик Уилсон — Том Боуден
- СиСи Паундер
- Анна Барышников
- Джейми Гектор
- Клара Вонг

## Производство
Ник Антоска с детства был поклонником обоих фильмов «Мыс страха» и попросил компанию Universal разработать их адаптацию. Он начал разработку сериала, заключив сделку с Universal Content Productions и Amblin Television. Впервые о разработке сериала стало известно в ноябре 2023 года. В апреле 2024 года стало известно, что сериал находится в разработке на сервисе Apple TV+. Сериал получил зеленый свет в ноябре, Хавьер Бардем получил роль Макса Кэди. В феврале 2025 года к актёрскому составу присоединились Эми Адамс и Патрик Уилсон. В апреле 2025 года стало известно, что к актёрскому составу присоединился Си Си Паундер, а Мортен Тильдум стал исполнительным продюсером и режиссером пилотного эпизода. В мае 2025 года к актёрскому составу присоединились Анна Барышникова, Джейми Гектор и Клара Вонг.
Съёмки начались в Атланте в апреле 2025 года и, как ожидается, продлятся до 15 октября.